# Mihael Budja
Mihael Budja, slovenski arheolog in pedagog, * 16. december 1951.
Predava na Oddelku za arheologijo Filozofske fakultete Univerze v Ljubljani.